# Shardanes

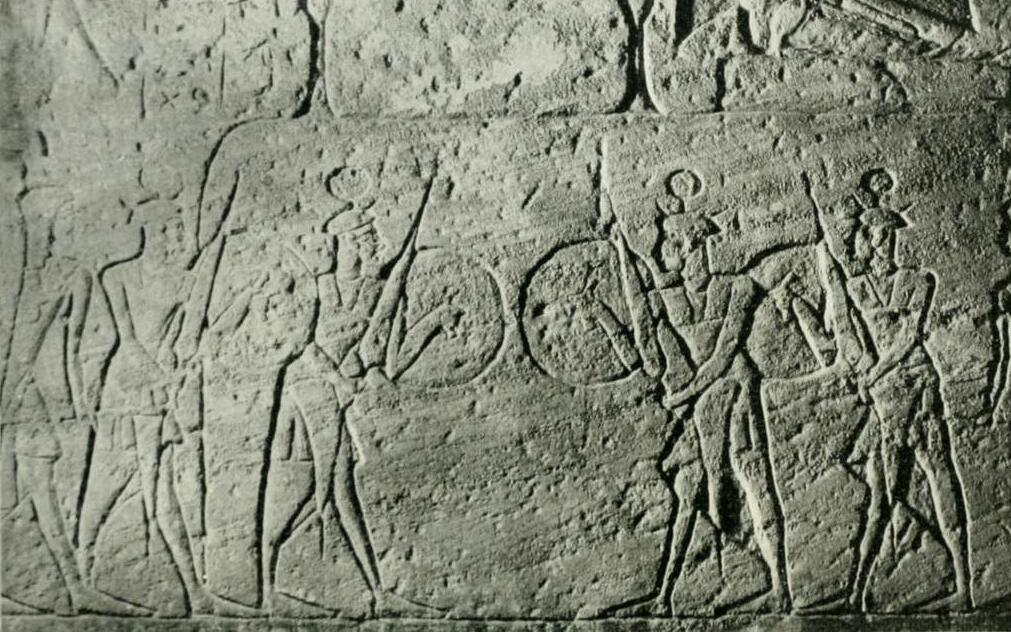
Les membres de la garde personnelle Shardane de Ramsès II en relief à Abou Simbel.

Les Shardanes (šrdn.w, Sardanes), forment une ethnie composant les Peuples de la mer.
Il est généralement supposé que la Sardaigne a hérité son nom de ce peuple et on les identifie souvent comme les habitants des îles Sardes, bien que tous les avis ne s'accordent pas sur ce point. Ils sont mentionnés aux côtés de Ramsès II à Qadech contre les Hittites.

## Un «Peuple de la Mer»
L'égyptologue et philologue français Emmanuel de Rougé fut l'un des premiers à proposer le rapprochement entre les Shardana égyptiens et les ancêtres du peuple sarde dans un Mémoire sur les attaques dirigées contre l'Égypte par les Peuples de la Méditerranée, vers le XIVe siècle avant notre ère dont des extraits furent publiés dans la Revue archéologique de 1867.
Les transcriptions et translittérations des inscriptions égyptiennes furent multiples au gré des années et des archéologues, et l'on retrouve l'ethnonyme Shardana sous de multiples variantes dans les ouvrages sur le sujet. En voici quelques-unes : Shardana, S‘ardana, Sherden, Shirdana, Shirdanu ou Shirdanou, Sardanes, Serden, etc.
Ce même peuple des Shardanes aurait pu débarquer à Filitosa, en Corse, voisine de la Sardaigne, dans les mêmes époques antiques, et leur débarquement pourrait expliquer les nombreux guerriers de pierre, retrouvés sur le site de Filitosa, une ville antique, découverte depuis 1946, et suivie par de nombreux archéologues, dont Roger Grosjean. On retrouve également des menhirs de ce type en Haute-Corse : en Castagniccia et dans le Nebbio.

### Origine des Shardanes: diverses propositions

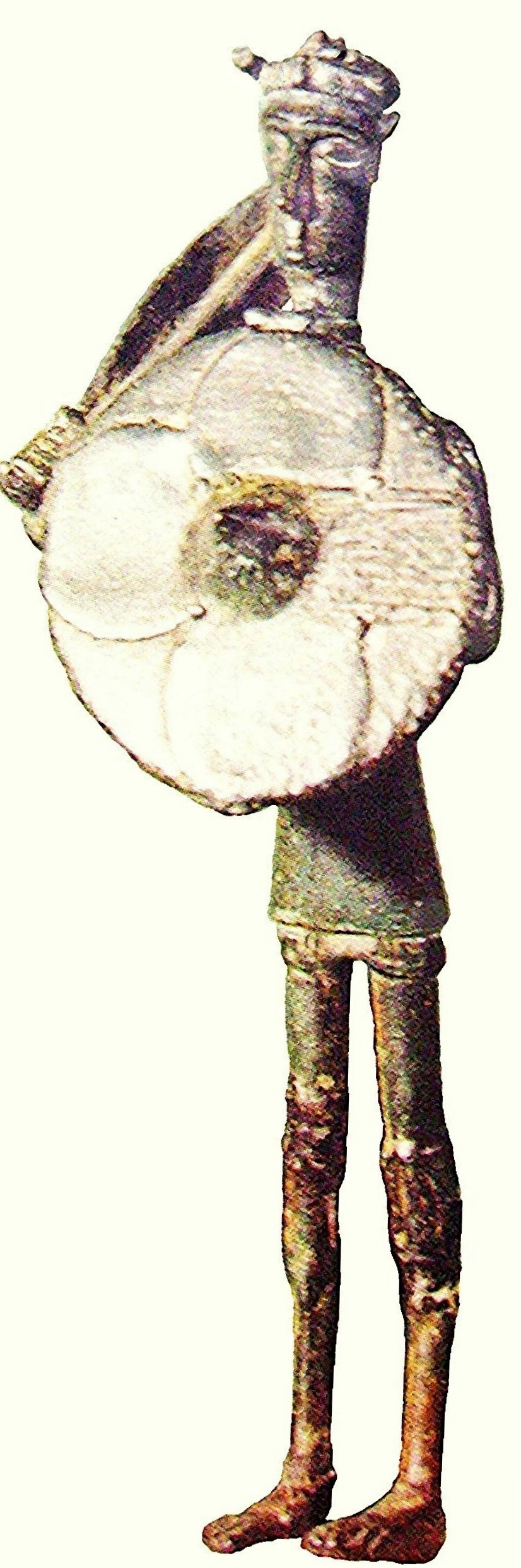
Sculpture en bronze d'un guerrier nuragique.

Emmanuel de Rougé voit dans ce peuple de la mer les ancêtres du peuple sarde (Sardinienses, Sardonii en latin), et mentionne également une tradition rapportée par l'érudit allemand Karl Otfried Müller qui parle d'une tribu de Libyens dont le chef, un nommé Sardus, aurait été le premier à venir s'installer sur l'île de Sardaigne. Il étend succinctement ensuite cette identification à un peuple gaulois, les Sardones, qui vivaient dans le Roussillon, ainsi qu'à divers toponymes du pourtour méditerranéen.
Pour le polytechnicien et linguiste Jean Faucounau, qui intègre l'hypothèse d'Emmanuel de Rougé, les Shardanes sont des populations de « guerriers-pasteurs » issues de l'Âge du Bronze ancien de Sardaigne et qui furent en contact avec des marins mycéniens dès -1300, comme semblent l'attester sur l'île les découvertes archéologiques de nombreuses poteries de type mycénien de cette époque. Par ailleurs, il rejette ce qu'il appelle l'Hypothèse Maspero, une alternative aux identifications d'Emmanuel de Rougé (cf. ci-dessus) qui proposait une origine anatolienne pour tous les Peuples de la mer. Les partisans de cette théorie pensent que les Shardana sont originaires de Sardes, une ville d'Asie mineure. Faucounau écarte cette idée par des arguments à la fois historiques, archéologiques et sur la phonétique du nom de la ville.
L'archéologue Adam Zertal suggère que certains Shardanes se sont installés dans le nord d'Israël. Il émet l'hypothèse que le Siséra biblique était un général Shardane, et que le site archéologique d'el-Ahwat (dont l'architecture ressemble  aux sites Nuraghe de Sardaigne) fut la capitale de Sisera, Harosheth Haggoyim.

### Participation aux assauts contre l'Égypte
Parmi les autres Peuples de la mer, les Shardanes se retrouvent dans un petit nombre de documents antiques, à partir du XIIIe siècle avant notre ère, documents dans lesquels ils sont cités comme participant aux évènements de cette époque.
- Sous le règne du pharaon Mérenptah (ou Mineptah / Merneptah) vers -1208, ils font partie d'une coalition menée par des Libyens contre l'Égypte (grande inscription du temple de Karnak)[7],[9].
- Sous le règne de Ramsès III, dans l'inscription de l'an 8 (vers -1176) sur les parois du temple de Médinet Habou, où ils font partie d'une puissante confédération de peuples qui ont ravagé le royaume Hatti, la Cilicie, Karkemish et l'Arzawa. L'inscription finit par décrire la victoire du pharaon sur cette confédération.

Par ailleurs, un peuple des Alpes dinariques (Bosnie) était appelé Sardeates.

## Ressources bibliographiques
- (en) James Henry Breasted, Ancient Records of Egypt : Historical Documents from the Earliest Times to the Persian Conquest, collected, edited, and translated, with Commentary., Chicago, 5 volumes, University of Chicago Press, 1906–1907 (réimpr. 2001: University of Illinois Press)
- (en) Robert Drews, The End of the Bronze Age : Changes in Warfare and the Catastrophe ca. 1200 B.C., Princeton, 1993.
- Jean Faucounau, Les Peuples de la Mer et leur Histoire, Paris, Éditions L'Harmattan, 2003 (ISBN 978-2-7475-4369-9, LCCN 2003709661) ;
- Jean-Jacques Prado, L'Invasion de la Méditerranée par les Peuples de l'Océan : XIIIe siècle avant Jésus-Christ, Éditions L'Harmattan, 1992, 267 p. (ISBN 978-2-7384-1234-8, lire en ligne) ;
- (it) Sebastiano Tusa, I popoli del Grande Verde : il Mediterraneo al tempo dei faraoni, Raguse, Edizioni Storia e Studi Sociali, 2018, 218 p. (ISBN 978-88-99168-30-8 et 889916830X, OCLC 1032289388, lire en ligne)
- (it) Giovanni Ugas, Shardana e Sardegna. I popoli del mare, gli alleati del Nordafrica e la fine dei Grandi Regni (XV-XII secolo a.C.), Cagliari, Edizioni della Torre, 2016 (réimpr. 2016), 1022 p. (ISBN 978-88-7343-471-9)